# Cemestos house

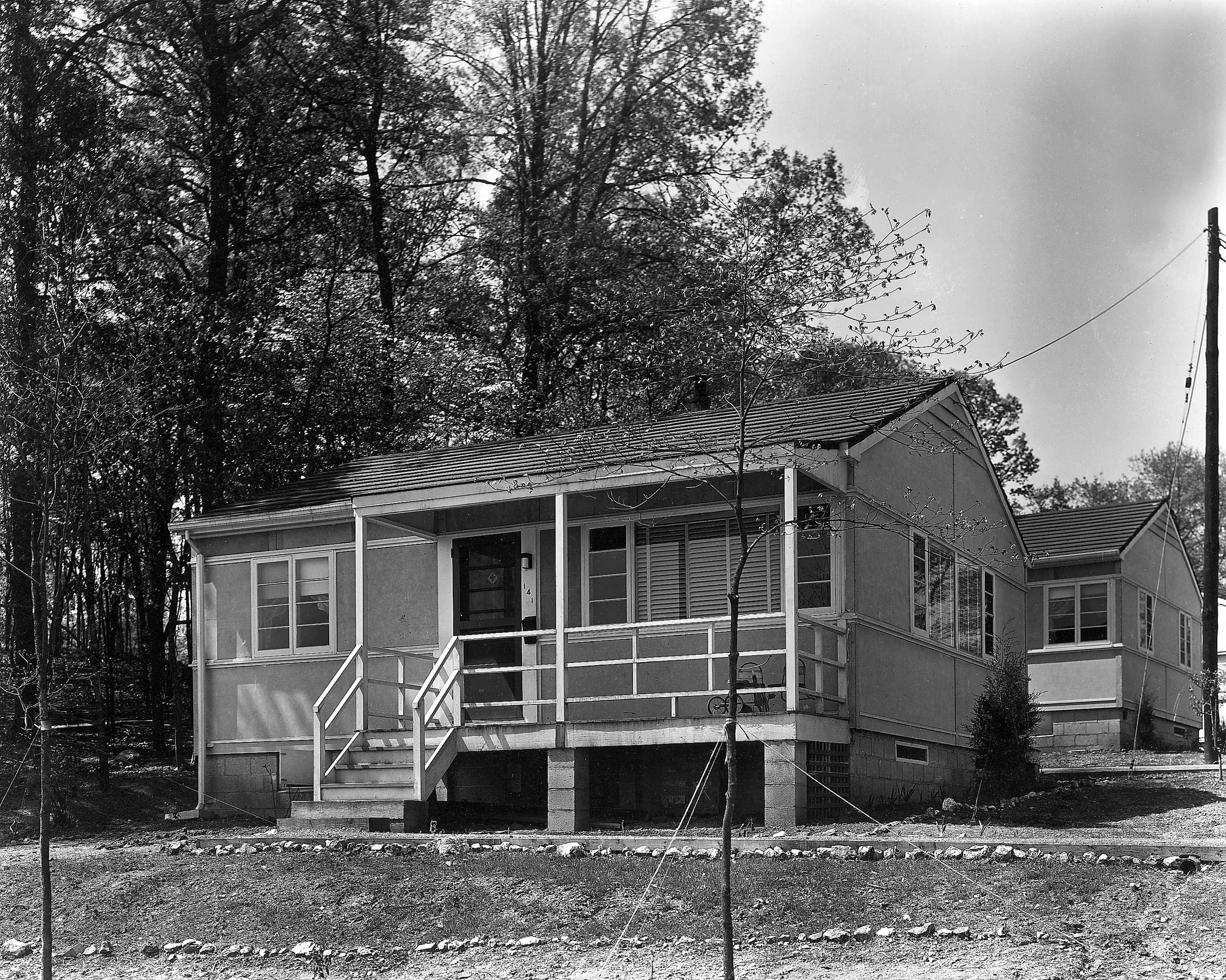
Exemple de maison Cemestos à Oak Ridge au Tennessee en 1944.

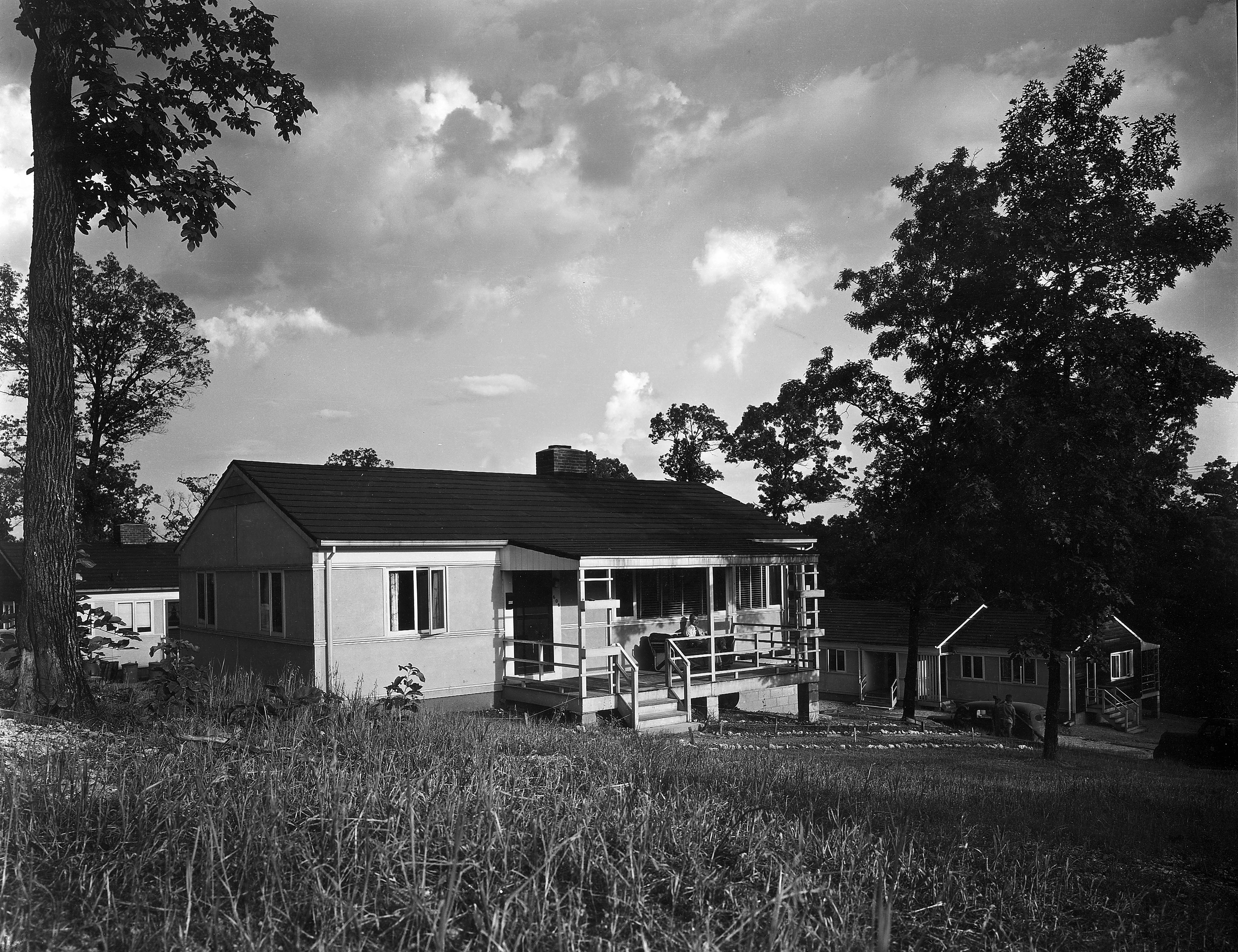
Exemple de maison Cemestos à Oak Ridge, Tennessee, en 1944.

Cemestos est une maison préfabriquée, développé dans les années 1930 par la John B Pierce Foundation de New York , et par la Celotex Corporation de Chicago, et employant son matériau phare Cemesto basé sur Celotex, se composant de fibre de canne à sucre (bagasse) pressée entre couches d'amiante-ciment. A Oak Ridge, les maisons ont été appelées « Alphabet houses » parce qu'elles furent construites selon différents modèles : A, B, C, D et F.
Le système de préfabrication des Cemestos a été développé à l'origine par la Fondation John B. Pierce (en) , et Celotex Corporation pour le logement des employés de la Glenn L. Martin Aircraft Company près de Baltimore, Maryland. Pendant la Seconde Guerre mondiale, il a été adapté à grande échelle pour des habitations unifamiliales et multifamiliales, afin d'abriter les travailleurs de la Défense et leurs familles. Différents brevets introduits par Robert L Davison, directeur de la Housing Research division de la John B Pierce Foundation couvrent le modèle de la maison, qui comprend les panneaux Cemento.
Cemesto a révolutionné la construction pendant la Seconde Guerre mondiale comme moyen efficace et rentable de construire plus de 50 millions de dollars d'usines et de maisons de guerre. Ce matériau, imaginé par Celotex Corporation, est arrivé « pré-conçu » en panneaux de différentes tailles (de 4 pi × 4 pi à 4 pi × 12 pi) avec trois options d'épaisseur (1 1/8 po, 1 9/16 po et 2 po). Cemesto était annoncé comme nécessitant peu de maintenance en termes de fabrication, d'achat, d'installation et d'entretien. Autour d'un noyau isolant à base de bagasse, le Celotex, les finitions en amiante-ciment fournissent des revêtements résistants aux intempéries, et d'une rigidité et solidité telles qu'elles confèrent au panneau une fonction structurale. Le système d'ossature imaginé par la John B Pierce Foundation, s'éloigne de la construction américaine à ossature, ressemblant plus à une structure de mur-rideau en bois, dans laquelle viennent s'inscrire les panneau de Cemesto, et des éléments de châssis de fenêtre.

## Expérimentation sur les maisons préfabriquées
Les années 1930 sont devenues une décennie d'expérimentation sur le logement, par la suite aiguillonné par l'entrée en guerre des Etats-Unis lors de la Seconde Guerre mondiale en 1941. Un certain nombre d'organisations privées ont assumé le rôle d'établissements scientifiques dans le but de créer une maison que la majorité des salariés américains pourraient acquérir. Certains ont exploré les principes de la production de masse et la préfabrication pour réduire le coût des matériaux de construction et du logement.   
La Fondation John B. Pierce s'est spécialisée dans la préfabrication, la recherche physiologique et psychologique en milieu domestique et l'ergonomie. Pierce notamment examina la maison américaine du point de vue de l'efficacité et développa le prototype d'une maison de 24 pieds sur 28 pieds, comprenant quatre chambres et une salle de bain, qui est devenue une norme de construction communautaire. La fondation a développé un certain nombre de modèles, y compris un village de démonstration dans son laboratoire à Highbridge au New Jersey, et a travaillé avec des fabricants pour développer de petites habitations commercialisables, en utilisant des matériaux innovants et des composants préfabriqués, qui ont été fabriqués à grande échelle et achetés par le gouvernement fédéral américain pendant la Seconde Guerre mondiale.  
En 1935, le Forest Products Laboratory du département de l'Agriculture des États-Unis d'autre part, a développé une maison à structure panneautée en contreplaqué dite stress-skined, à revêtement travaillant (dans lequel les revêtements résistent à la flexion et aux efforts directs, « ajoutant ainsi à la capacité porteuse de l'ossature »), ce qui a stimulé une série d'efforts pour développer des panneaux préfabriqués isolés, qui pourraient être fabriqués à grande échelle et expédiés pour un assemblage facile sur place. De tels systèmes préfabriqués ont été adoptés par un certain nombre de fabricants,  compris la Celotex Company  et la Homasote Company de Trenton au New Jersey, qui deviendront toutes deux fournisseurs de la Défense pendant la Deuxième Guerre mondiale.
Une maison Cemestos modulaire (la méthode de construction modulaire était connue sous le nom de système Pierce) aurait été exposée à l'Exposition universelle de 1939 à New York.
Dans sa révision annuelle des Recent Developments in Building Construction, la Federal Housing Administration a fourni une liste des matériaux et des méthodes approuvés par le National Bureau of Standards. En 1940, la liste comprenait des méthodes allant de système de construction en panneaux d'acier fabriqué par Steel Buildings, Inc. de l'Ohio à des méthodes de construction en béton promues par la Portland Cement Association.
Le département du Commerce des États-Unis de concert avec le National Bureau of Standards, publia en 1940: Structural Properties of Wood-Frame Wall and Partition Constructions With "Celotex" Insulating Board, commandité par la Celotex corporation.
La première série de maisons expérimentales érigée par la Fondation Pierce en 1937 utilisait des unités horizontales en contreplaqué et n'était pas isolée. Lorsque pressée par l'entrée en Guerre des États-Unis en 1941, la Fondation a publié son test expérimental le plus efficace employant les panneaux Cemesto qui étaient isolés. Les dimensions globales de chacune des maisons étaient basées sur un module de quatre pieds, la longueur la plus courte dans laquelle les panneaux Cemesto étaient fabriqués. 

## La maison Cemestos
La Cemestos, conçue comme un produit, met en avant un processus de construction rapide, s'appuyant sur la standardisation des pièces. À la manière de la chaîne de montage d'une usine, la construction du bâtiment a été réorganisée en groupes spécialisés, se concentrant uniquement sur des tâches singulières, sans aucune idée de la façon dont toute la maison était achevée. Les travaux d'assemblage ont été exécutés principalement dans un atelier mobile de chantier sur le chantier de construction, et un deuxième atelier de chantier a été mis en place pour l'assemblage des composants de plomberie. L'érection des murs et du toit d'une maison ne nécessitait environ que 35 heures de travail.
Les principes constructifs avancés par la Pierce Foundation ont été décrits dans Evaluation of a Steel-frame Construction System publié par la  John B. Pierce Foundation en 1947. Le système Pierce de construction horizontale utilise une charpente légère en acier (ou en bois) de colonnes largement espacées qui supportent les poutres de linteau et les fermes de toit. Cette charpente ouverte est fermée par des murs-rideaux en panneaux de contreplaqué en caisson (box girder) à revêtement travaillant (stressed-skin).  Dans la méthode de préfabrication Pierce, les poteaux sont ancrés aux piliers de fondation. Des panneaux-allège en caisson sont fixés aux colonnes et agissaient comme des poutrelles à âme profonde (deep-web girders) pour supporter les solives de plancher. Des panneaux linteau en caisson sont fixés aux colonnes pour soutenir les fermes de toit. La partie centrale est composée de panneaux et de fenêtres. Les assemblages de murs et de toits sont fabriqués en usine et livrés sur le chantier de construction. 
Au travers des leçons tirées des innovations en matière de construction, les chercheurs et architectes de la maison préfabriquée de la Fondation Pierce sont devenus des pionniers de la recherche sur les murs-rideaux en verre et métal. 
La maison était composée d'un salon avec une alcôve salle à manger, de deux chambres à coucher, d'une cuisine et d'une salle de bains. Elle avait trois placards à rideaux et deux espaces de stockage. Une attention particulière pour minimiser à la fois les encombrements de circulation et la transmission du son. La maison Cemesto prenait en considération la vie familiale « normale ». Les ajouts importants comprenaient deux grandes fenêtres recouvertes de stores vénitiens en métal dans le salon/salle à manger, un porche couvert, une lingerie, un vestiaire, un dispositif de douche au-dessus d'une douche carrelée, des étagères intégrées et des armoires dans la cuisine.
Chaque maison était équipée d'appareils électriques, dont un réfrigérateur, un chauffe-eau, une cuisinière et un four. Ces considérations détaillées ont été conçues pour attirer les familles de travailleurs, les encourageant à rester à l'usine au milieu de la guerre, lorsque l'offre de main-d'œuvre était limitée et indispensable.

## Aero Acres
Lorsque les États-Unis sont entrés dans la Seconde Guerre mondiale en 1941, sur le front intérieur, un mouvement de mobilisation massif de la population ouvrière américaine vers les centres de production de défense du pays provoqua une pénurie de logements dans de nombreuses villes du pays. C'est ainsi qu'une communauté résidentielle planifiée de 600 maisons, à Aero Acres à l'extérieur de Baltimore, Maryland, a été créée, pour loger les employés de la Glenn L. Martin Aircraft Company, utilisant les maisons préfabriquées et modulaires Cemestos comme pièces maîtresses. Réponse à la loi américaine sur le logement de 1941, cette communauté résidentielle planifiée a été développée par la Fondation John B. Pierce (en) et conçue par Skidmore, Owings and Merrill (SOM qui avait collaboré au prototype de la Fondation Pierce) selon un plan de rue stylisé faisant allusion à la forme d'un avion, avec des rues nommées d'après des pièces d'avion, notamment Cockpit Street et Fuselage Avenue. Les petites maisons d'un étage de Style Cape Cod (en) également conçues par SOM, ont été construites selon le système préfabriqué Cemesto, qui était conforme aux normes gouvernementales établies pour le logement en temps de guerre. SOM a dérivé neuf variantes de la maison modèle de la Pierce Foundation. Environ 600 maisons Cemestos ont été érigées à Aero Acres en 1941, et 400 autres ont été érigées en 1942 dans une subdivision voisine, les Stansbury Estates. Aero Acres comprenait également un centre commercial avec un supermarché, une salle de cinéma, des restaurants, des boutiques et une salle de loisirs. Un grand pourcentage des unités originales survivent, bien que modifiées par leurs propriétaires de diverses manières: dans la plupart des cas, les panneaux Cemesto ont été scellés à l'intérieur de revêtements muraux intérieurs et extérieurs d'autres matériaux. Bien que de nombreuses maisons aient été ajoutées et modifiées, le caractère du quartier est resté intact et incarne l'architecture, la planification et les techniques de construction de l'époque de la Seconde Guerre mondiale. 

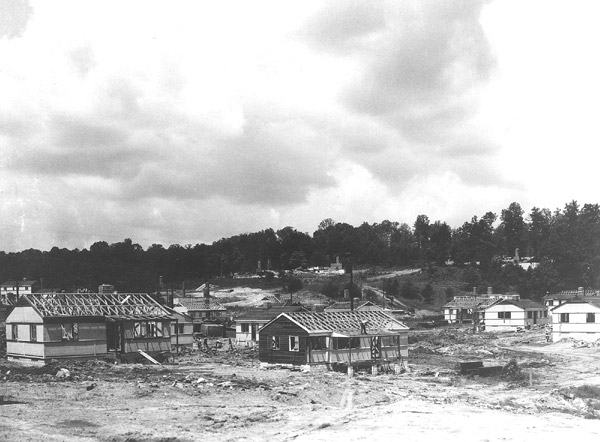
Construction des Cemestos à Oak Ridge, Tennessee, pendant la Seconde Guerre mondiale.

En 1942, la Farm Security Administration a construit 400 maisons Cemestos dans le Maryland sur un site à côté d'Aero Acres.

## Oak Ridge
Après le succès de ce projet, SOM a été chargé de concevoir une autre communauté du même genre, mais cette fois pour le gouvernement américain. Le nouveau développement devait être pour 75 000 personnes et à un endroit non divulgué, selon une carte très basique. SOM passa quatre jours sur les plans originaux, qui comprenaient des routes, 3 centres communautaires et des plans d'étage pour les différentes maisons, dortoirs, centres commerciaux et écoles de la nouvelle communauté. Les plans furent acceptés et SOM eut un mois supplémentaire pour peaufiner les plans. Le projet devait s'insérer à Oak Ridge, Tennessee, pour héberger les travailleurs du projet Manhattan et leurs familles. SOM adapta le système Pierce pour la conception de quelque 2 500 maisons Cemestos. 
Au total, les habitants d'Oak Ridge vivaient dans 10 000 maisons (dont 2 500 Cemestos), 90 dortoirs, 5 000 roulottes et des casernes et cabanes pour 16 000 personnes. Les Cemestos étaient attribuées aux travailleurs blancs avec familles, de rang relativement élevé dans la hiérarchie. Les travailleurs célibataires du projet vivaient souvent dans des dortoirs séparés par sexe. D'autres vivaient dans des caravanes temporaires lorsque l'espace manquait dans les Cemestos et les dortoirs. Les travailleurs afro-américains étaient séparés par la race et le sexe, même pour les couples mariés; les structures de hutte dans lesquelles ils étaient logés n'avaient ni chauffage ni climatisation et étaient appelées hovels (taudis) par les journaux de l'époque.
À l'époque, les maisons préfabriquées étaient relativement courantes (la plupart des maisons en kit), mais les développements à grande échelle entièrement constitués de maisons préfabriquées étaient sans précédent.